# Uroleucon pilosellae
Uroleucon pilosellae är en insektsart som först beskrevs av Carl Julius Bernhard Börner 1933.  Uroleucon pilosellae ingår i släktet Uroleucon och familjen långrörsbladlöss. Arten är reproducerande i Sverige. Inga underarter finns listade i Catalogue of Life.